# Edwige Pitel
Edwige Pitel (* 4. Juni 1967 in Dinan) ist eine französische Sportlerin, die im Duathlon, im Straßen- und im Bahnradsport sowie im Crosslauf aktiv war. Sie ist Weltmeisterin auf der Duathlon-Langdistanz (2000), Europa- und Weltmeisterin auf der Duathlon-Kurzdistanz (2003) und startete 2004 bei den Olympischen Spielen.

## Sportliche Laufbahn
Ab 1997 war Pitel als Duathletin auf Leistungssportniveau aktiv. 2003 wurde sie Duathlon-Weltmeisterin und 1998 Vize-Weltmeisterin auf der Kurzdistanz und 2000 Weltmeisterin auf der Langdistanz. 2003 wurde sie zudem Europameisterin im Duathlon. Siebenmal – 1998 bis 2003 und 2005 – wurde sie französische Meisterin in dieser Disziplin. Außerdem war sie Mitglied des siegreichen französischen Teams bei den Crosslauf-Europameisterschaften 1996 und wurde 2001 Mittelmeermeisterin und 2002 Meisterin der Provence in dieser Disziplin.
Ab 2001 startete Pitel auch bei Radrennen auf der Straße. 2001, 2004 und 2005 gewann sie den Zeitfahr-Wettbewerb Chrono des Herbiers, 2003 die Tour de Bretagne und 2005 den Circuit National Féminin de Saint-Amand-Montrond sowie den GP International Fémin. 2009 siegte sie beim Mount Hood Classic in den Vereinigten Staaten. 2004 und 2005 wurde sie französische Meisterin im Einzelzeitfahren, 2007 und 2016 im Straßenrennen. 2008 errang sie zudem den nationalen Titel im Scratch auf der Bahn. Zudem platzierte sie sich bei zahlreichen weiteren Rennen auf vorderen Plätzen.

### Olympische Sommerspiele 2004
2004 startete Edwige Pitel bei den Olympischen Spielen in Athen und wurde 20. im Einzelzeitfahren sowie 32. im Straßenrennen.
Zeitweilig wurde Pitel von dem Ehemann ihrer schärfsten Rivalin Jeannie Longo-Ciprelli, Patrice Ciprelli, trainiert. Als dieser in den Verdacht kam, 2007 EPO erworben zu haben, kam sie unter Dopingverdacht, der sich aber nicht erhärten ließ. Wegen dieser Konstellation kam es zu Eheproblemen bei dem Ehepaar Ciprelli.
2008 versuchte sie vergeblich, sich in das Radsportteam für die Olympischen Spiele in Peking einzuklagen.

## Beruflicher Werdegang
1985 machte Edwige Pitel ihr Abitur, anschließend studierte sie Ingenieurwissenschaften mit den Schwerpunkten Mathematik und Informatik. 1994 wurde sie wissenschaftliche Assistentin am Imperial College London, wo sie auch promovierte zum Thema Queues with negative customers.

## Sportliche Erfolge

### Straßenradsport
2001
- Chrono des Herbiers

2003
- Tour de Bretagne

2004
- Chrono des Herbiers
- Französische Meisterin – Einzelzeitfahren

2005
- eine Etappe Grande Boucle Féminine
- eine Etappe Tour Féminin en Limousin
- GP International Féminin ‚Les Forges en Bretagne‘
- Chrono des Herbiers

2007
- Französische Meisterin – Straßenrennen

2009
- Gesamtwertung und zwei Etappen Mount Hood Classic

2010
- eine Etappe Tour Féminin en Limousin

2012
- Memorial Davide Fardelli

2016
- Französische Meisterin – Straßenrennen
- eine Etappe Tour Cycliste Féminin International de l’Ardèche

### Bahnradsport
2008
- Französische Meisterin – Scratch

| Datum/Jahr    | Rang | Wettbewerb                                     | Austragungsort | Zeit     | Bemerkung                                                           |
| ------------- | ---- | ---------------------------------------------- | -------------- | -------- | ------------------------------------------------------------------- |
| 31. Aug. 2003 | 1    | ITU Duathlon World Championships               | Affoltern      | 02:13:20 | Duathlon-Weltmeisterin auf der Kurzdistanz                          |
| 25. Okt. 2003 | 1    | ETU Duathlon European Championships            | Varallo        | 02:06:42 | Duathlon-Europameisterin auf der Kurzdistanz                        |
| 20. Okt. 2002 | 3    | ITU Duathlon World Championships               | Alpharetta     |          |                                                                     |
| 18. Aug. 2002 | 2    | Powerman Austria                               | Weyer          |          | Zweite hinter der Schweizerin Karin Thürig                          |
| 25. Aug. 2002 | 3    | ETU Duathlon European Championships            | Zeitz          |          |                                                                     |
| 14. Apr. 2002 | 1    | Duathlon de Belfort                            | Belfort        | 01:31:41 | Grand Prix FFTri (5,4 km Laufen, 30 km Radfahren und 5,4 km Laufen) |
| 8. Sep. 2001  | 4    | ITU Duathlon Long Distance World Championships | Venray         | 03:07:06 |                                                                     |
| 11. Sep. 2001 | 9    | ITU Duathlon World Championships               | Rimini         | 02:04:03 |                                                                     |
| 2000          | 1    | ITU Duathlon Long Distance World Championships | Pretoria       |          | Duathlon-Weltmeisterin auf der Langdistanz                          |
| 1998          | 2    | ITU Duathlon World Championships               | St. Wendel     |          | Duathlon-Vize-Weltmeisterin, hinter Irma Heeren                     |

(DNF – Did Not Finish)